# أكاديمية معصوم قورقماز
أكاديمية معصوم قورقماز هي معسكر تدريب تابع لـحزب العمال الكردستاني (PKK). تأسست عام 1986 في قرية حلوي في وادي البقاع بلبنان. سميت على اسم معصوم قورقماز، القائد السابق للجناح المسلح للحزب. واليوم يقع المعسكر في جبل قنديل جنوب كردستان.

## التأسيس والمواقع
تم اتخاذ قرار إنشاء أكاديمية معصوم قورقماز في المؤتمر الثالث للحزب عام 1986. كان موقعها الأول في وادي البقاع بلبنان، التي كانت آنذاك تحت السيطرة السورية. اضطرت لمغادرة لبنان بسبب الضغوط التركية عام 1992، ثم استقرت في دمشق عاصمة سوريا. بعد طرد الحزب من سوريا عام 1998، انتقلت الأكاديمية إلى كردستان العراق.

## التدريب
يُقدر أن حوالي 10,000 مسلح تلقوا تدريبهم في الفترة ما بين 1986 و1998 عندما غادرت الأكاديمية سوريا واستقرت في العراق. في عام 1991، كان التدريب يشمل شهرين من التدريب الأيديولوجي وشهر واحد من التدريب العسكري. بعد وصول الطلاب الجدد، كانوا يتبنون أسماء كردية جديدة ويؤدون قسم الولاء لخط الحزب والشهداء والقائد. وكان الاسم الجديد يهدف إلى تجنب القمع وللإشارة إلى بداية حياة جديدة.
حتى عام 1998، كان عبد الله أوجلان يلقي محاضرات أسبوعية طويلة في الأكاديمية تعرف بـÇözümlemeler (التحليلات). كانت تتناول تجاربه الشخصية وتليها تحديات للنقد الذاتي. وكان الطلاب يذكرون دائمًا أن المعركة الأساسية هي مع الذات لتكوين إنسان جديد، وأن القتال مع العدو الخارجي يأتي في المرتبة الثانية. وأحيانًا كان يتم محاكاة هجوم للجيش التركي.

### وقت الفراغ
في بعض الأمسيات، كان الطلاب يجتمعون للعب كرة القدم (وكان أوجلان يشارك أحيانًا). وكانت من النشاطات الأخرى الرقص الكردي (Govend) ولعب الكرة الطائرة.

## المعارضة التركية للأكاديمية
في أبريل 1992، ضغط وزير الداخلية التركي إسميت سيزجين ‏ على الرئيس السوري حافظ الأسد لإغلاق المعسكر في لبنان، مما أدى إلى إغلاقه من قبل الحزب وظهرت تكهنات حول إعادة تأسيس المعسكر في إيران أو قبرص. رحب Ünal Erkan، حاكم منطقة حالة الطوارئ في كردستان تركيا ووزير الدفاع التركي Nevzat Ayaz بإغلاق المعسكر في ذلك الوقت.